# デラウェア植民地
デラウェア植民地（デラウェアしょくみんち、英: Delaware Colony）は、1664年から1776年まで、北アメリカ現在のアメリカ合衆国デラウェア州の領域に存在したイギリス領植民地である。1776年に13植民地の他の12か所とともにアメリカ合衆国を形成したときにデラウェア邦（デラウェア州）となった。

## 開拓
1631年のオランダによる初期開拓から1682年のペンシルベニア植民地による支配の時まで、後にデラウェア州となった土地は何度もその所有者を変えた。このためにデラウェアは宗教的にも文化的にも多様な人々からなる非常に異質な社会となった。
オランダのためにアジアへの北西航路を探るために、1609年にヘンリー・ハドソンが行った航海の間に、現在のデラウェア湾に入った。ハドソンはそこを南の川 (South River)と名付けたが、これは1610年にサミュエル・アーゴールが風に吹き寄せられてコースを外れた後で川を発見し変えられた。アーゴールは後にそのバージニア植民地第2代総督であった第3代ディ・ラ・ワーレ男爵トマス・ウエストにちなんで、川の名前を「デラウェア」と名付けた。
オランダもイギリスも初期はこの土地にいかような種類の開拓地を造ることにも興味を示さなかった。最初に真にこの土地を開拓しようという試みは、1631年にオランダが28人の男性の集団を派遣して、ルイス・クリークのヘンローペン岬内陸に砦を建設したときであった。この最初の植民地は大きな鯨群がいたことと鯨油を作るという利点を生かすために造られた。しかし、1632年までに、植民地住民全員が誤解のために先住インディアンに虐殺されることになった。
1638年、ニュースウェーデン会社とピーター・ミヌイットがデラウェアの最初の恒久的開拓地を作り、ミンクァンキルに前哨基地も造った。このスウェーデン人開拓地の前哨基地はスウェーデンの女王にちなんで「クリスチーナ砦」と改名された。初期の著名な知事はジョハン・プリンツ大佐であり、彼はこの新しい植民地を10年間支配し、1654年にジョン・ライジングと交代した。スウェーデンの支配は1655年に終わった。ピーター・ストイフェサントがオランダの艦隊を率いて現れ、スウェーデンの砦を占領し、植民地の支配権を確立した。ニューアムステルダムの町が造られ毛皮貿易の中心と植民地管理の本部とされた。
1664年、イングランドのヨーク公ジェームズがニューアムステルダムを占領した後で、ロバート・カー卿がデラウェア川に派遣された。カーはニューアムステルを奪い、そこを「ニューキャッスル」と改名した。ここでオランダによる植民地支配は事実上終わり、北アメリカにおけるオランダの領有権主張も全て消えた。デラウェアは1664年から1682年までヨーク公の代理人によってニューヨーク植民地から統治された。
1681年にウィリアム・ペンがイングランド王チャールズ2世からペンシルベニア植民地を特許された後で、ペンはヨーク公にデラウェアの土地を請い、後に受け取った。ペンは、デラウェアの人々が多様な民族の混合であったために、その統治が非常に困難であった。ペンシルベニアとデラウェア下流郡の政府を合併させようと試みた。双方の地域の代表が激しく衝突したため、1701年にペンは2つの別々の議会を持つことに同意した。デラウェア人はニューキャッスルで会し、ペンシルベニア人はフィラデルフィアで議会を開くことになった。デラウェアはスウェーデン人、フィンランド人、オランダ人、フランス人およびイギリス人の民族の坩堝となり、本拠であり続けた。

## 歴史
デラウェアと呼ばれた地域は当初、クエーカー教徒でペンシルベニア植民地の所有者ウィリアム・ペンに所有された。アメリカ独立戦争初期の文献ではこの地域は「デラウェア川の下流3郡」あるいはその3つの郡の名前で呼ばれていた。「下流郡」という言葉はニューキャッスル郡、ケント郡、およびサセックス郡がデラウェア川のペンシルベニア植民地を構成する土地よりも下流にあったという事実によっていた。